# كولمان (جورجيا)
كولمان (بالإنجليزية: Coleman, Georgia)‏ هي مدينة تقع في مقاطعة راندولف بولاية جورجيا في الولايات المتحدة. تبلغ مساحة هذه المدينة 2 (كم²)، وترتفع عن سطح البحر 122 م، بلغ عدد سكانها 149 نسمة في عام 2010 حسب إحصاء مكتب تعداد الولايات المتحدة.

## معرض صور

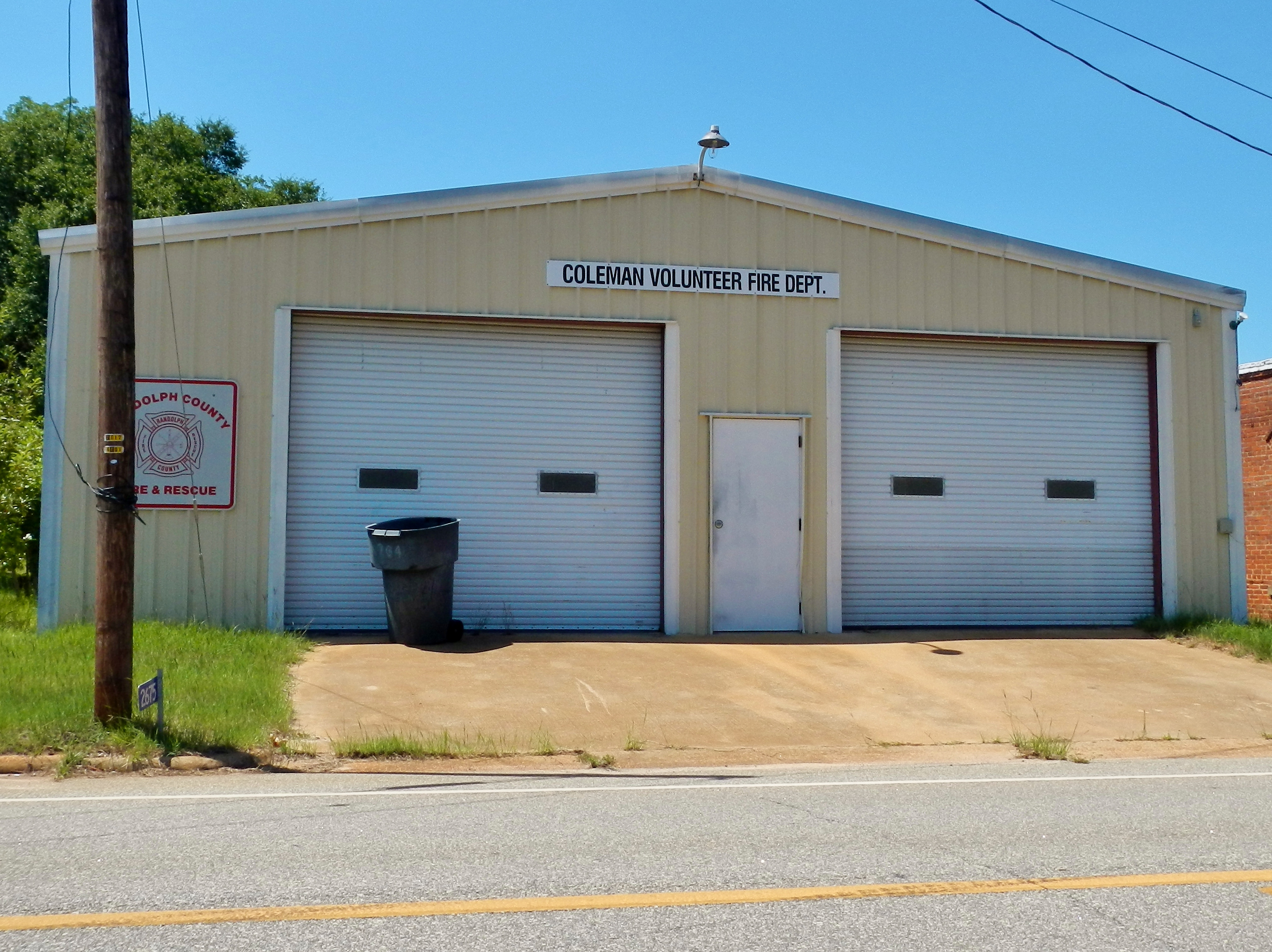
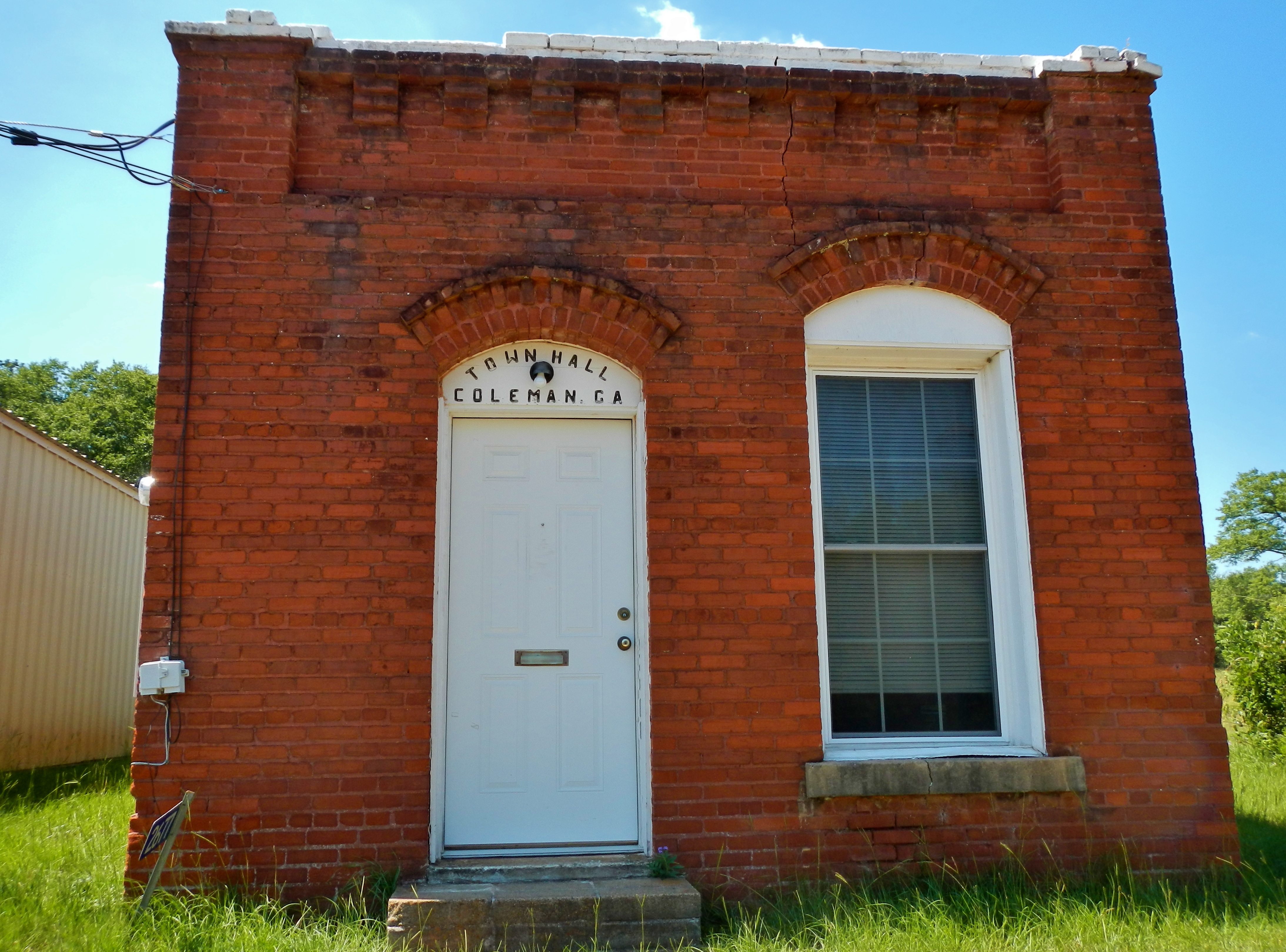
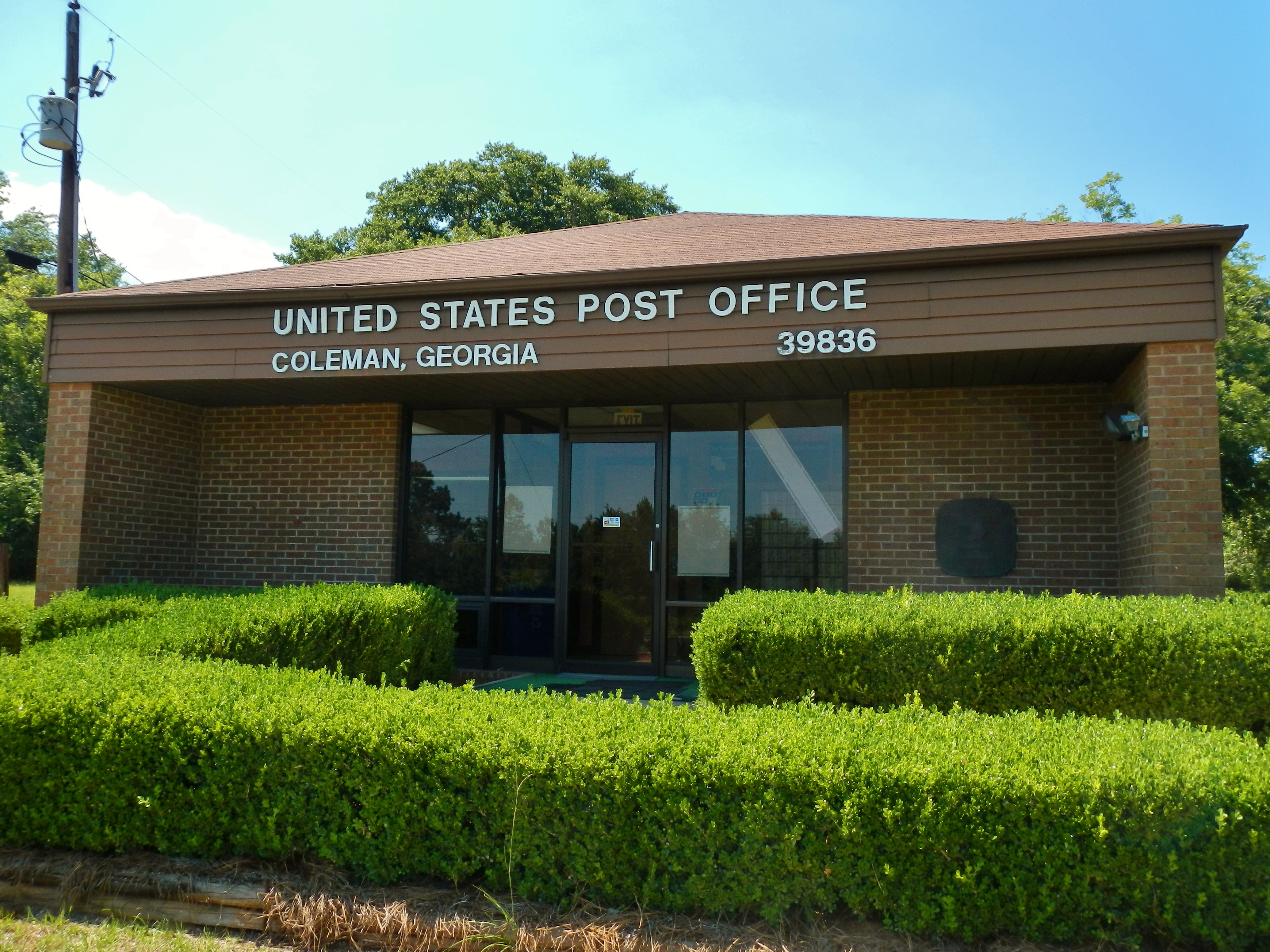

## وصلات خارجية
- Cities & Counties - Georgia.gov